# 3271 Ul
3271 Ul è un asteroide near-Earth. Scoperto nel 1982, presenta un'orbita caratterizzata da un semiasse maggiore pari a 2,1018878 UA e da un'eccentricità di 0,3954033, inclinata di 25,03174° rispetto all'eclittica.